# Vittorio Belmondo

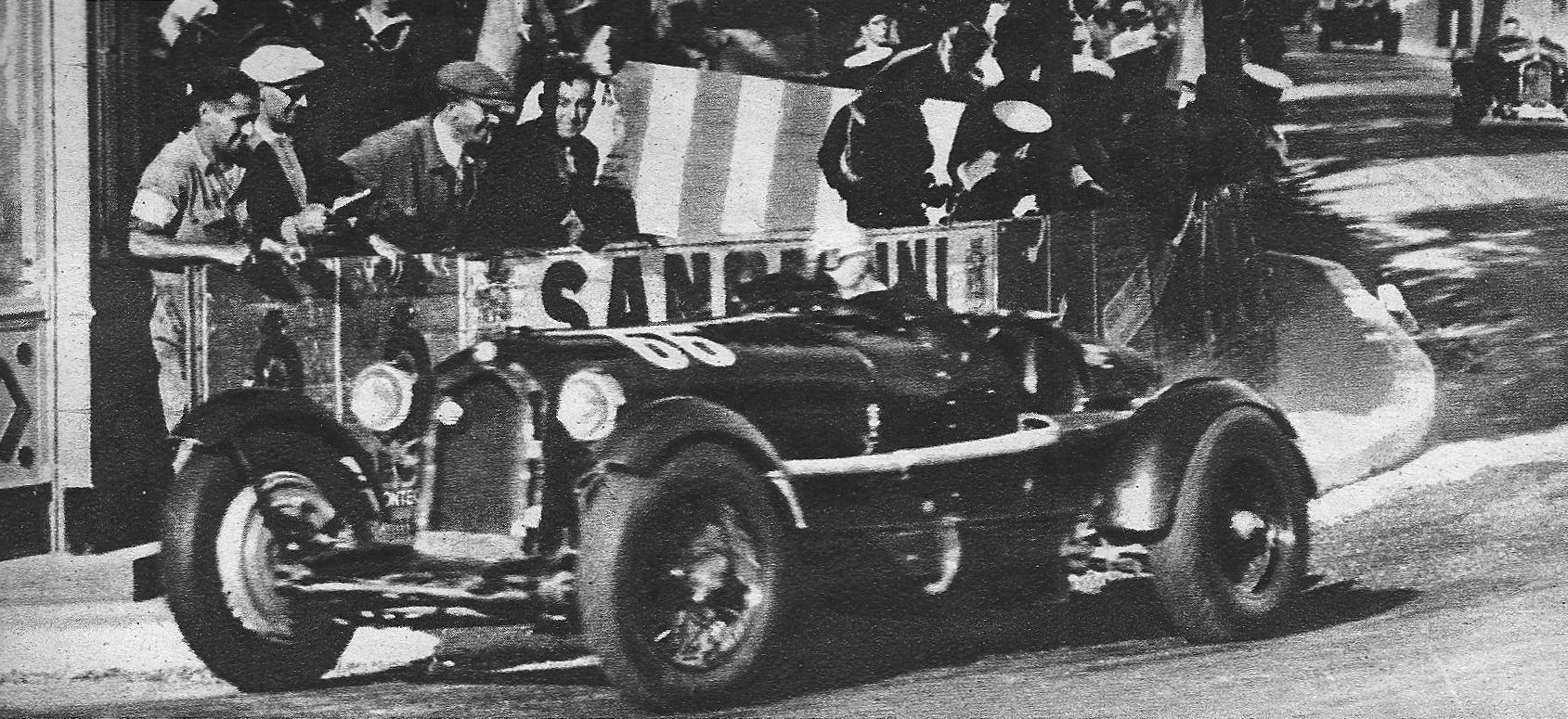
Vittorio Belmondo beim Circuito di Varese 1935

Vittorio Belmondo (* 1. Januar 1912 in Turin; † 25. Juni 1962 ebenda) war ein italienischer Unternehmer, Industrieller und Automobilrennfahrer.

## Beruflicher Werdegang
Vittorio Belmondo begann mit einer mechanischen Werkstatt mit sechs Mitarbeitern, der VBT (Vittorio Belmondo Torino). Zuerst führte er in seinem Unternehmen, das auf dem Corso Moncalieri 27 in Turin beheimatet war, Fiat-Umbauten durch und fertigte Torpedo-Spezialkarosserien an.
Gegen Ende des Jahres 1940 erwarb Belmondos Firma die Officine Meccaniche Vittorio Belmondo vom Turiner Unternehmen Volugrafo die Lizenz zum Bau des Motopattino, einem Motorroller mit 98-cm³-Sachs-Einbaumotor. Belmondo brachte den Roller zuerst unter dem Namen Simat und später – nach grundlegenden Änderungen – als Velta auf den Markt. Der Velta wies Ähnlichkeiten mit der ersten Vespa, der am 1946 vertriebenen Vespa 98 auf, und hatte trotz der geringen Stückzahl, in der er gebaut wurde, großen Einfluss auf den italienischen Motorrollerbau nach dem Zweiten Weltkrieg.
Nach dem Ende des Zweiten Weltkrieges war Belmondo mit seiner in der Via Galilei in Mailand ansässigen Firma VAMA (Vendita Applicazioni Manufatti Autarchici) Vertreter für Veedol-Öle. Die Firma wurde 1958 aufgelöst.

## Automobilsport
Belmondo startete 1934 in einem Maserati 8CM der Gruppo San Giorgio bei der Coppa Principessa di Piemonte in Posillipo bei Neapel. 1935 wurde er auf einem privat eingesetzten Alfa Romeo 8C Siebenter bei der Targa Florio auf Sizilien und gewann das Rennen Circuito di Varese. 1936 und 1937 bestritt Vittorio Belmondo auf Maserati 4CM Voiturette-Rennen in Italien und der Schweiz. Bei der Mille Miglia 1936 wurde er auf Alfa Romeo 6C 2300 Pescara zusammen mit seinem Beifahrer Balbis Elfter.
Im Jahr 1937 kaufte er einen Alfa Romeo 8C-35 (Fahrgestellnummer 50011), mit dem er 1937 und 1938 unter anderem in der von der AIACR ausgeschriebenen Grand-Prix-Europameisterschaft. Beim Großen Preis von Deutschland 1937 auf dem Nürburgring wurde er auf dem Wagen Zwölfter, den Grand Prix Preis von Italien 1937 auf dem Circuito di Montenero in Livorno schloss er als Zehnter ab – jeweils als letzter gewerteter Fahrer. Beim Großen Preis von Italien 1938 in Monza fiel er auf einem von Renato Balestrero eingesetzten Alfa Romeo Tipo 308 aus. Bei der Coppa Ciano 1938 errang er auf einem Balestrero-Alfa-Romeo Rang vier und bei der Coppa Acerbo 1938 in Pescara wurde Belmondo auf einem Tipo 312 des Alfa-Romeo-Werksteams Alfa Corse Dritter hinter Rudolf Caracciola (Mercedes-Benz) und Giuseppe Farina (Alfa Romeo).
Für die Zeit 1938 sind keine weiteren Rennstarts Belmondos verzeichnet.

## Statistik

### Vorkriegs-Grands-Prix-Ergebnisse
| Saison | Team                         | Wagen               | 1   | 2  | 3 | 4 | 5  | Punkte | Position |
| ------ | ---------------------------- | ------------------- | --- | -- | - | - | -- | ------ | -------- |
| 1937   | Graf Salvi del Pero / privat | Alfa Romeo 8C-35    |     |    |   |   |    | 32     | 13.      |
| 1937   | Graf Salvi del Pero / privat | Alfa Romeo 8C-35    |     | 12 |   |   | 10 | 32     | 13.      |
| 1938   | Renato Balestrero            | Alfa Romeo Tipo 308 |     |    |   |   |    | 30     | 26.      |
| 1938   | Renato Balestrero            | Alfa Romeo Tipo 308 | DNF |    |   |   |    | 30     | 26.      |

| Legende  | Legende                                                                   | Legende                                                                   | Legende   |
| Farbe    | Bedeutung                                                                 | Bedeutung                                                                 | EM-Punkte |
| -------- | ------------------------------------------------------------------------- | ------------------------------------------------------------------------- | --------- |
| Gold     | Sieg                                                                      | Sieg                                                                      | 1         |
| Silber   | 2. Platz                                                                  | 2. Platz                                                                  | 2         |
| Bronze   | 3. Platz                                                                  | 3. Platz                                                                  | 3         |
| Grün     | Klassifiziert, mehr als 75% der Renndistanz zurückgelegt                  | Klassifiziert, mehr als 75% der Renndistanz zurückgelegt                  | 4         |
| Blau     | nicht punkteberechtigt, zwischen 50% und 75% der Renndistanz zurückgelegt | nicht punkteberechtigt, zwischen 50% und 75% der Renndistanz zurückgelegt | 5         |
| Violett  | nicht punkteberechtigt, zwischen 25% und 50% der Renndistanz zurückgelegt | nicht punkteberechtigt, zwischen 25% und 50% der Renndistanz zurückgelegt | 6         |
| Rot      | nicht punkteberechtigt, weniger als 25% der Renndistanz zurückgelegt      | nicht punkteberechtigt, weniger als 25% der Renndistanz zurückgelegt      | 7         |
| Farbe    | Abkürzung                                                                 | Bedeutung                                                                 | EM-Punkte |
| Schwarz  | DSQ                                                                       | disqualifiziert (disqualified)                                            | 8         |
| Weiß     | DNS                                                                       | nicht gestartet (did not start)                                           | 8         |
| Weiß     | DNA                                                                       | nicht erschienen (did not arrive)                                         | 8         |
| sonstige | P/fett                                                                    | Pole-Position                                                             | 8         |
| sonstige | SR/kursiv                                                                 | Schnellste Rennrunde                                                      | 8         |
| sonstige | DNF                                                                       | Rennen nicht beendet (did not finish)                                     | 8         |